# Polimorfismo (biologia)
Polimorfismo é, por definição, uma variação fenotípica que pode ser separada em classes distintas e bem definidas. O controle genético se dá por um ou poucos loci, sendo a característica pouco suscetível a fatores ambientais.
Como exemplos de polimorfismos, pode-se citar grupos sanguíneos do Sistema ABO (classes A, B, AB, O). Nesse caso, só existem 4 fenótipos possíveis. Se fosse possível colocar os fenótipos em um gradiente contínuo, o caso não se trataria de polimorfismo.
A cor da pele, em contrapartida do que se pensa geralmente, não é um caso polimórfico, e sim poligênico; entre o branco e o negro, pode-se encontrar milhares de outras pequenas variações fenotípicas, que são fruto de fatores ambientais, além da parte gênica. Isso vale para a maioria dos outros exemplos de 'polimorfias', como a cor do cabelo, tipo de cabelo, altura, peso, etc..
Exemplos de polimorfismo:
- A maneira como se cruza os dedos ou os braços (qual dedão/braço fica em cima, direito ou esquerdo) é um polimorfismo;
- A variação canhoto/destro é um polimorfismo;
- A presença de 3º molar é um polimorfismo de 5 classes (0, 1, 2, 3 e todos): pode-se ter apenas o 3º molar superior direito, ter apenas os 3º molares inferiores, pode-se apresentar todos eles, nenhum deles, etc.. (5 classes [i.e fenótipos] possíveis);
- Grosseiramente, a variação macho/fêmea é um polimorfismo, mas é tratada à parte, dada sua importância considerável.

## Observação de polimorfismo emeletroforeseparaproteínasmonogênicas
Nas bandas formadas por uma eletroforese, pode-se facilmente observar quem é homozigoto. Nesses indivíduos, a proteína produzida pelo gene em questão é fabricada de uma maneira apenas (pois os dois alelos são iguais em homozigotos); logo, ocorre o aparecimento de uma só banda. No caso de indivíduo heterozigoto, ocorrerá o aparecimento de mais de uma banda.
Uma proteína monomérica é constituída apenas de uma parte, sem necessidade de várias cadeias polipeptídicas intercruzarem-se (1 polipeptídeo = 1 proteína). Se o gene em questão codifica uma proteína monomérica, ver-se-á na eletroforese a ocorrência de uma só banda em homozigotos (dois alelos produzem a mesma parte que caracteriza a proteína) e duas bandas em heterozigotos (os alelos produzem cadeias selvagens [alelo selvagem] e cadeias mutantes [alelo mutante], i.e. duas cadeias diferentes, que possuem pesos moleculares e cargas diferentes, aparecendo por isso em duas bandas distintas no gel de eletroforese).
O número total de bandas que poderá ser encontrado na eletroforese, considerando a existência de todos os fenótipos, é de: 2 (se o gene possuir dois alelos), correspondentes a esses dois alelos, selvagem e mutante; 3 (se o gene possuir 3 alelos), etc..
Uma proteína polimérica (dimérica, tri, ...) é constituída de várias partes peptídicas. No caso de proteínas diméricas, é necessário haver duas partes encaixadas para funcionalizar a proteína (2 polipeptídeos = 1 proteína). Dessa maneira, o que se pode formar de em homozigotos continua aparecendo como uma única banda no gel de eletroforese. No entanto, em heterozigotos há o aparecimento de 3 bandas: as duas mais externas correspondem ao produto de cada um dos alelos, e a banda intermediária corresponde ao produto do conjugado das duas cadeias polipeptídicas.
O número total de bandas que poderá ser encontrado na eletroforese, considerando a existência de todos os fenótipos, é de: 3 (se o gene possuir dois alelos), correspondentes aos alelos selvagem e mutante (nas extremidades) e uma banda intermediária*; 5 (se o gene possuir 3 alelos), correspondentes aos alelos selvagens (duas delas nas extremidades e a outra sendo a banda mais central) e uma banda intermediária (mutante) entre cada duas bandas dos alelos selvagens.
Indivíduos heterozigotos para uma enzima trimérica apresentam duas bandas intermediárias; para uma enzima tetraméria, três bandas intermediárias, e assim por diante.
*Para diferenciar o resultado de uma eletroforese de proteína monomérica de três alelos e uma eletroforese de proteína dimérica de dois alelos (ambas com três bandas), pode-se observar que, no primeiro caso, a banda do meio é correspondente ao produto de um alelo (e aparece sozinha em caso de homozigoze para esse alelo). Já a banda intermediária do segundo caso é o produto do conjugado entre os peptídeos de dois alelos. Portanto, essa banda intermediária sempre aparecerá junto com as duas bandas das extremidades.
Formas Variáveis  das Células
Conhecemos células que mudam continuamente de forma. Dizemos que estas células apresentam polimorfismo.Como exemplo temos os leucócitos e as amebas,que não tem forma definida.Porém há outras células que tem forma constante, não variam de aspecto. Exemplo: as células ósseas, as células da pele, as células dos olhos, entre outras.
Fatores que influenciam na Forma das Células
São 3 os principais:
- Quando a tensão superficial for a mesma em toda a superfície, a célula tende a ser esférica. Portanto uma célula modifica ou não sua forma de acordo com a coesão das moléculas na superfície;
- Rigidez da membrana: quanto mais rija menos modificações sofrerá a célula;
- Viscosidade: quanto mais viscoso,gelatinoso o protoplasma da célula, menos esta mudará a forma.

Células fusiformes
São pequenas, sem estriações e com núcleo único e central. É encontrada nas paredes das vísceras ocas e dos vasos sanguíneos, na íris e no corpo ciliar do bulbo do olho e nos folículos pilosos.Sua contração é fraca, lenta e involuntária.
Células ovoides
São células de núcleo grande,com núcleo fracamente corado, com cromatina fina e nucléolo evidente. Sua função é sintetizar as proteínas do colágeno e elastina, além de substâncias que farão parte da matriz extra celular. São células em forma de bastonetes curtos com tamanhos variados. Entre elas podemos classificar a bactéria que quanto a sua formula está divida em 3 grupos básicos: cocos, bacilos, espirilos.
Outros tipos de células
- Linfócitos-células pequenas esféricas.
- Plasmócito-Células ovoides,com citoplasma basófilo.
- Eosinófilo: células esféricas e núcleo geralmente bilobulado corado em roxo.sua função é modular a inflamação através de liberação de mediadores inflamatórios de seus grânulos.
- Mastócito: células globosas,grandes com núcleos esféricos.
- Neutrófico: sua função é a defesa contra a invasão de micro-organismos.
- Monócito: sua função é originar os macrófagos após atravessarem a parede de vasos sanguíneos por dia.
- entre outras...[1]